# Роџер Чен
Роџер Јончиен Чен (енгл. Roger Yonchien Tsien, кин: 钱永健; Њујорк, 1. фебруар 1952 — Јуџин, 24. август 2016) био је амерички биохемичар и професор на Универзитету Калифорније у Сан Дијегу.
Чен се бави изучавањем процеса изградње ћелија. Развио је флуоресцентне боје помоћу којих је ћелијски калцијум постајао видљив. Тако је постало могуће посматрати транспорт калцијума кроз ћелијску мембрану живих ћелија. Касније је усавршио ове методе тако да је постало могуће посматрати натријум и цикличне аденозиномонофосфате.
Награђен је Нобеловом наградом за хемију 2008. године, за откриће зеленог флуоресцентног протеина, заједно са колегама Мартином Чалфијем и Осаму Шимомуром.